# Silver Lake (Washington)
Pour les articles homonymes, voir Silver Lake.
Silver Lake est un lac situé dans l'État américain de Washington, à environ 80 km à l'ouest du Mont Saint Helens. On y trouve un sentier de promenade et un centre d'information pour visiteurs concernant le volcan du Mont Saint Helens.